# Paragus cinctus
Paragus cinctus är en tvåvingeart som beskrevs av Ignaz Rudolph Schiner och Egger 1853. Paragus cinctus ingår i släktet stäppblomflugor, och familjen blomflugor.
Artens utbredningsområde är Österrike. Inga underarter finns listade i Catalogue of Life.